# جيامباتيستا ديلا بورتا
جيامباتيستا ديلا بورتا (بالإيطالية: Giovanni Battista Della Porta)‏ (و. 1535 – 1615 م) هو عالم تعمية، ورياضياتي، وفيزيائي، وفنان، وعالم، ومخترع، وكاتب، ومنجم 
توفي في نابولي، عن عمر يناهز 80 عاماً.

## روابط خارجية
- جيامباتيستا ديلا بورتا على موقع الموسوعة البريطانية (الإنجليزية)
- جيامباتيستا ديلا بورتا على موقع إن إن دي بي (الإنجليزية)